# Уравнение на Бернули
 Тази статия е за уравнението от механика на флуидите.  За диференциалното уравнение вижте диференциално уравнение на Бернули.  
В механиката на флуидите, принципът на Бернули гласи, че за невискозен флуид, увеличението на скоростта на потока е придружено винаги или с намаляване на налягането, или с намаляване на потенциалната енергия на флуида. Принципът на Бернули носи името на Даниел Бернули, швейцарски математик и физик, който го публикува за пръв път в неговата книга Hydrodynamica през 1738 г.
Принципът на Бернули важи както за свиваеми флуиди (въздух), така и за несвиваеми (каквито са повечето течни потоци). Връзката между увеличение на скоростта и намаляване на налягането е вярна само за потоци с ниско махово число, т.е. скорост на потока по-малка от скоростта на звука в дадената среда.
Принципът на Бернули се извежда от Закона за запазване на енергията, който гласи, че във всяка точка от дадена токова линия пълната механична енергия е една и съща, т.е. сборът от всички енергии е константа. Оттам увеличение на скоростта на флуида води до увеличаване на кинетичната енергия, следователно до намаляване на налягането или потенциалната енергия.

## Формулировка за несвиваем флуид
Уравнението на Бернули, което може да бъде приложено за всеки флуиден елемент по протежението на дадена токова линия, се записва обичайно:
{\displaystyle {v^{2} \over 2}+gz+{p \over \rho }={\text{constant}}}
където:
{\displaystyle v\,} е скоростта на потока в дадената точка,
{\displaystyle g\,} е земното ускорение
{\displaystyle z\,} е височината над земната повърхност, която расте обратно на геопотенциала
{\displaystyle p\,} е налягането и
{\displaystyle \rho \,} е плътността на флуида.
Това уравнение се обобщава за флуид в потенциала на коя да е консервативна сила:
{\displaystyle {v^{2} \over 2}+\Psi +{p \over \rho }={\text{constant}}}
където {\displaystyle \Psi } е потенциалът на полето. Двете уравнения са еквивалентни за гравитационния потенциал, който се записва Ψ = gz за материални точки близо до земната повърхност (т.е. височината z << RЗемя, където RЗемя е радиусът на Земята).
Това уравнение е валидно в рамките на двете хипотези, под които е изведено:
- Флуидът е несвиваем, т.е. плътността е постоянна по продължение на токовата линия и
- Триенето, предизвикано от вискозните сили е пренебрежимо.

При реалните флуиди триенето не е пренебрежимо, трябва да се вземат предвид и хидравличните загуби, поради което енергията на потока намалява.

## Свиваем флуид
За свиваем флуид с баротропично уравнение на състоянието, уравнението на Бернули придобива вида:
{\displaystyle {\frac {v^{2}}{2}}+\int _{p_{1}}^{p}{\frac {d{\tilde {p}}}{\rho ({\tilde {p}})}}\ +\Psi ={\text{constant}}} (константа по протежение на токовата линия)
където:
p е налягането,
ρ – плътността,
v – скоростта на потока и
Ψ е потенциалът на консервативната сила.
Често разглежданите флуиди са адиабатични (разглежданите явления протичат достатъчно бързо, че увеличението на ентропията да може да се пренебрегне). Тогава, горното уравнение придобива вида:
{\displaystyle {\frac {v^{2}}{2}}+gz+\left({\frac {\gamma }{\gamma -1}}\right){\frac {p}{\rho }}={\text{constant}}} (константа по протежение на токовата линия)
Новите величини в горното уравнение са:
γ – адиабатичен индекс; отношението cp/cv, където cp r cv са съответно специфични топлинни капацитети при постоянно налягане и постоянен обем,
g е земното ускорение и
z е височината на флуидния елемент над земната повърхност.